# Jaderná elektrárna Oconee
Jaderná elektrárna Oconee (anglicky Oconee Nuclear Station) je provozní jadernou elektrárnou ve Spojených státech. Leží v Oconee County poblíž města Seneca ve státě Jižní Karolína. Elektrárnu vlastní a provozuje společnost Duke Energy. Reaktory elektrárny dodala americká firma Babcock & Wilcox. Jako první jaderné elektrárně ve Spojených státech se ji podařilo vyrobit půl miliardy kilowatthodin. V roce 2021 Duke Energy požádal NRC o povolení udržet Oconee v provozu do roku 2050.

## Historie a technické informace

### Reaktory
Jaderná elektrárna Oconee je zajímavá tím, že provozuje tři reaktory, což není příliš běžné (většinou se staví v párech a nebo jeden).
Výstavba všech tří bloků započala dne 6. listopadu 1967. Jedná se o tlakovodní reaktory B&W-177. První dva mají hrubý výkon 891 MW a čistý výkon po odečtení vlastních potřeb 846 a 848 MW, třetí blok disponuje hrubý výkonem 900 MW a čistým výkonem 859 MW. Do sítě byly připojeny ve dnech 6. května 1973, 5. prosince 1973 a 18. září 1974. Do komerčního provozu přešly postupně ve dnech 15. července 1973, 9. září 1974 a 12. prosince 1974. Celkový hrubý výkon jaderné elektrárny tedy činí 2 682 MW.
Elektrárna je unikátní, protože je jedinou jadernou elektrárnou ve Spojených státech, která nespoléhá na nouzové naftové generátory pro nouzové napájení. Místo toho se spoléhá na dvě turbíny v nedaleké vodní elektrárně Keowee. V případě, že jsou obě jednotky Keowee mimo provoz, lze nouzové napájení alternativně zajistit turbínami v nedaleké fosilní elektrárně Lee.

### Okolní obyvatelstvo
NRC definuje dvě zóny havarijního plánování kolem jaderných elektráren. První o poloměru 16 kilometrů, která se týká především vystavení radioaktivní kontaminace vzduchu a poté druhou o poloměru 80 kilometrů, jež se zabývá kontaminací potravin a vody.
Podle studie NRC zveřejněné v srpnu 2010 byl odhad rizika zemětřesení dostatečně silného na to, aby způsobilo poškození aktivní zóny 1 ku 23 256 let.

## Informace o reaktorech

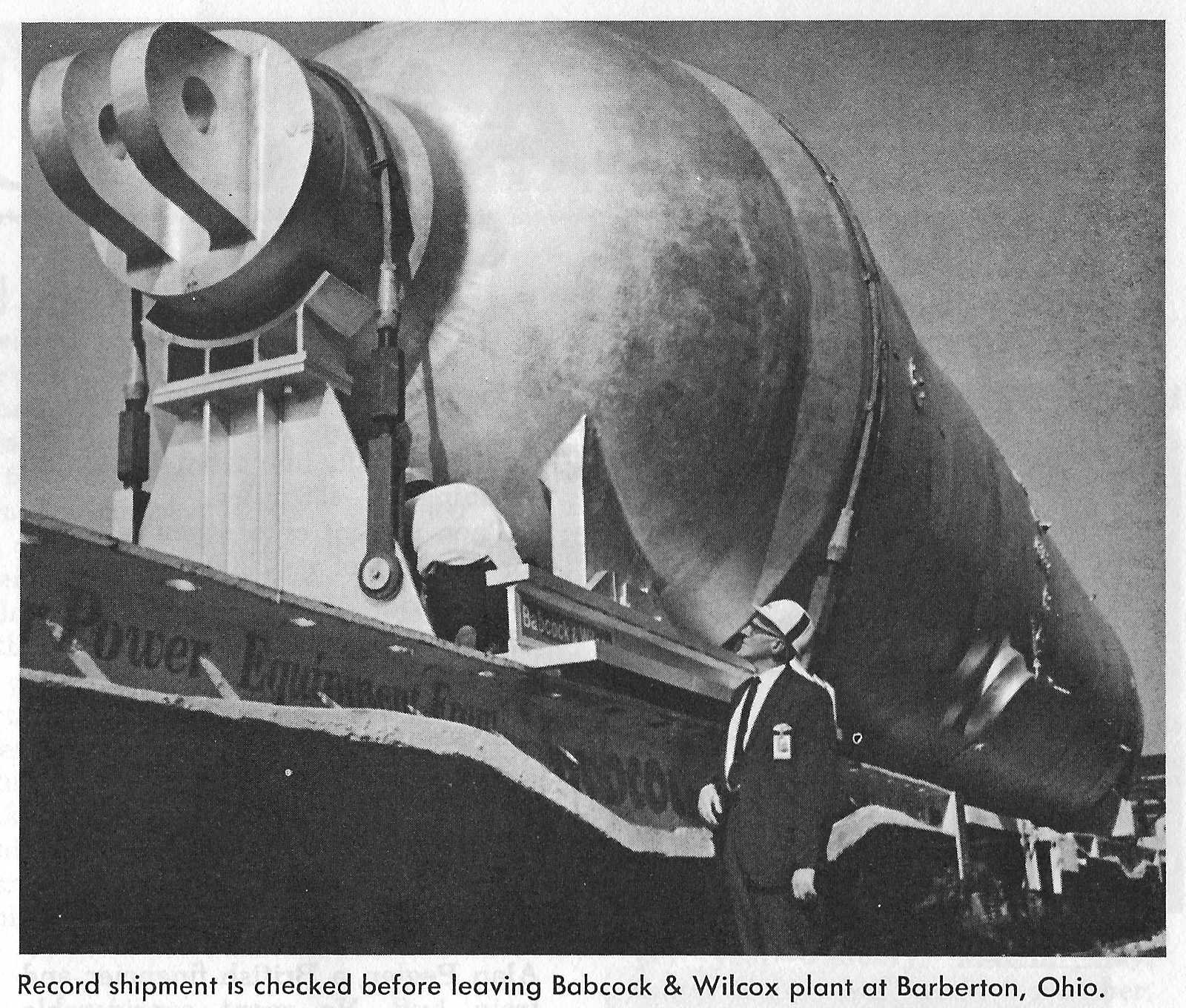
Parogenerátor elektrárny před instalací

| Reaktor  | Typ reaktoru | Výkon  | Výkon  | Zahájení výstavby | Připojení k síti | Uvedení do provozu | Uzavření |
| Reaktor  | Typ reaktoru | Čistý  | Hrubý  | Zahájení výstavby | Připojení k síti | Uvedení do provozu | Uzavření |
| -------- | ------------ | ------ | ------ | ----------------- | ---------------- | ------------------ | -------- |
| Oconee-1 | B&W-177      | 847 MW | 891 MW | 6. 11. 1967       | 6. 5. 1973       | 15. 7. 1973        |          |
| Oconee-2 | B&W-177      | 848 MW | 891 MW | 6. 11. 1967       | 5. 12. 1973      | 9. 9. 1974         |          |
| Oconee-3 | B&W-177      | 859 MW | 900 MW | 6. 11. 1967       | 18. 9. 1974      | 16. 12. 1974       |          |